# Fakir du Lorault
Fakir du Lorault, född 23 november 2015, är en fransk varmblodig travhäst som tränas av Mickaël Charuel och körs av François Lecanu.
Fakir du Lorault började tävla i september 2017 och inledde med en sjätteplats och i sin andra start tog han sin första seger. Han har till december 2021 sprungit in 612 030 euro på 68 starter, varav 11 segrar, 10 andraplatser och 7 tredjeplatser. Karriärens hittills största seger har kommit i Prix Doynel de Saint-Quentin (2020).
Fakir du Lorault har även segrat i Prix Atlas (2018), Prix de la Ville de Caen (2021) och kommit på andraplats i Prix Charles Tiercelin (2019), Prix Phaeton (2019), Prix de Milan (2019), Prix Octave Douesnel (2019) samt på tredjeplats i Prix de Tonnac-Villeneuve (2019), Prix de l'Étoile (2020).